# 查尔斯·特里维廉
第一代從男爵查尔斯·特里维廉爵士（英語：Sir Charles Edward Trevelyan, 1st Baronet，1807年4月2日—1886年6月19日）是一位英国的公务员、殖民地官员和历史学家，年轻时曾工作于英属印度加尔各答的殖民地政府，回国后进入英国财政部工作，此间负责处理爱尔兰大饥荒。